# Людків
Людків (пол. Lutków) — село в Польщі, у гміні Хлопиці Ярославського повіту Підкарпатського воєводства. Населення — 257 осіб (2011).

## Історія
Після анексії Галичини Польщею була розпочата колоніальна політика латинізації і полонізації українських земель.
У 1880 році в селі мешкало 335 осіб, з них було 98 греко-католиків, решта — римо-католики.
На 1 січня 1939 року в селі проживало 330 мешканців, з них 130 польськомовних українців (переважно у змішаних родинах), 190 поляків, 10 євреїв. Село належало до ґміни Хлопіце Ярославського повіту Львівського воєводства. Українці-грекокатолики належали до парафії Заміхів Радимнянського деканату Перемишльської єпархії.
16 серпня 1945 року Москва підписала й опублікувала офіційно договір з Польщею про встановлення лінії Керзона українсько-польським кордоном. Українці не могли протистояти антиукраїнському терору після Другої світової війни. Частину добровільно-примусово виселили в СРСР (25 осіб — 5 родин). Решта українців попала в 1947 році під етнічну чистку під час проведення Операції «Вісла» і була депортована на понімецькі землі у західній та північній частині польської держави, що до 1945 належали Німеччині.
У 1975-1998 роках село належало до Перемишльського воєводства.

## Демографія
Демографічна структура станом на 31 березня 2011 року:
|          | Загалом | Допрацездатний вік | Працездатний вік | Постпрацездатний вік |
| -------- | ------- | ------------------ | ---------------- | -------------------- |
| Чоловіки | 127     | 25                 | 91               | 11                   |
| Жінки    | 130     | 27                 | 72               | 31                   |
| Разом    | 257     | 52                 | 163              | 42                   |